# Mont-Saint-Jean (Sarthe)
Pour les articles homonymes, voir Mont-Saint-Jean et Saint-Jean.
Mont-Saint-Jean est une commune française, située dans le département de la Sarthe en région Pays de la Loire, peuplée de 633 habitants.
La commune fait partie de la province historique du Maine.

## Géographie
L'Orthe et le Defay coulent sur la commune.
Mont-Saint-Jean est une commune située dans la chaîne des Coëvrons, possédant un col, le col de la Croix des Six Chemins, commençant à l'intersection de la D 105 (route du col) et l'Orthe à 110 m d'altitude et finissant à 168 m d'altitude (1,6 km d'ascension pour une pente de 3,5 % de moyenne) en limite de Saint-Georges-le-Gaultier.
| Saint-Germain-de-Coulamer (Mayenne) | Saint-Georges-le-Gaultier               | Douillet               |
|                                     | Mont-Saint-Jean                         | Montreuil-le-Chétif    |
| Saint-Pierre-sur-Orthe (Mayenne)    | Sillé-le-Guillaume, Saint-Rémy-de-Sillé | Crissé, Pezé-le-Robert |

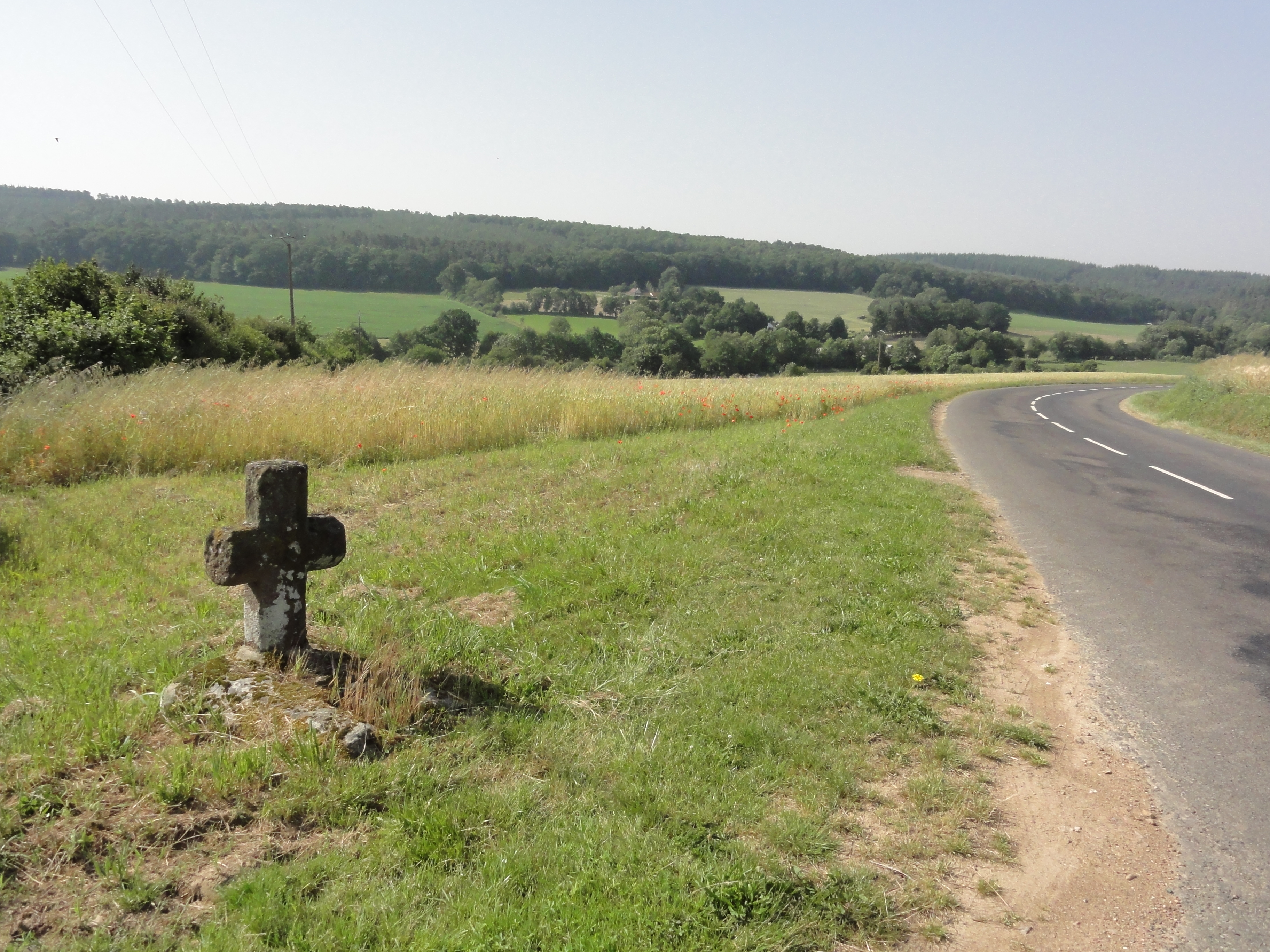
Paysage.
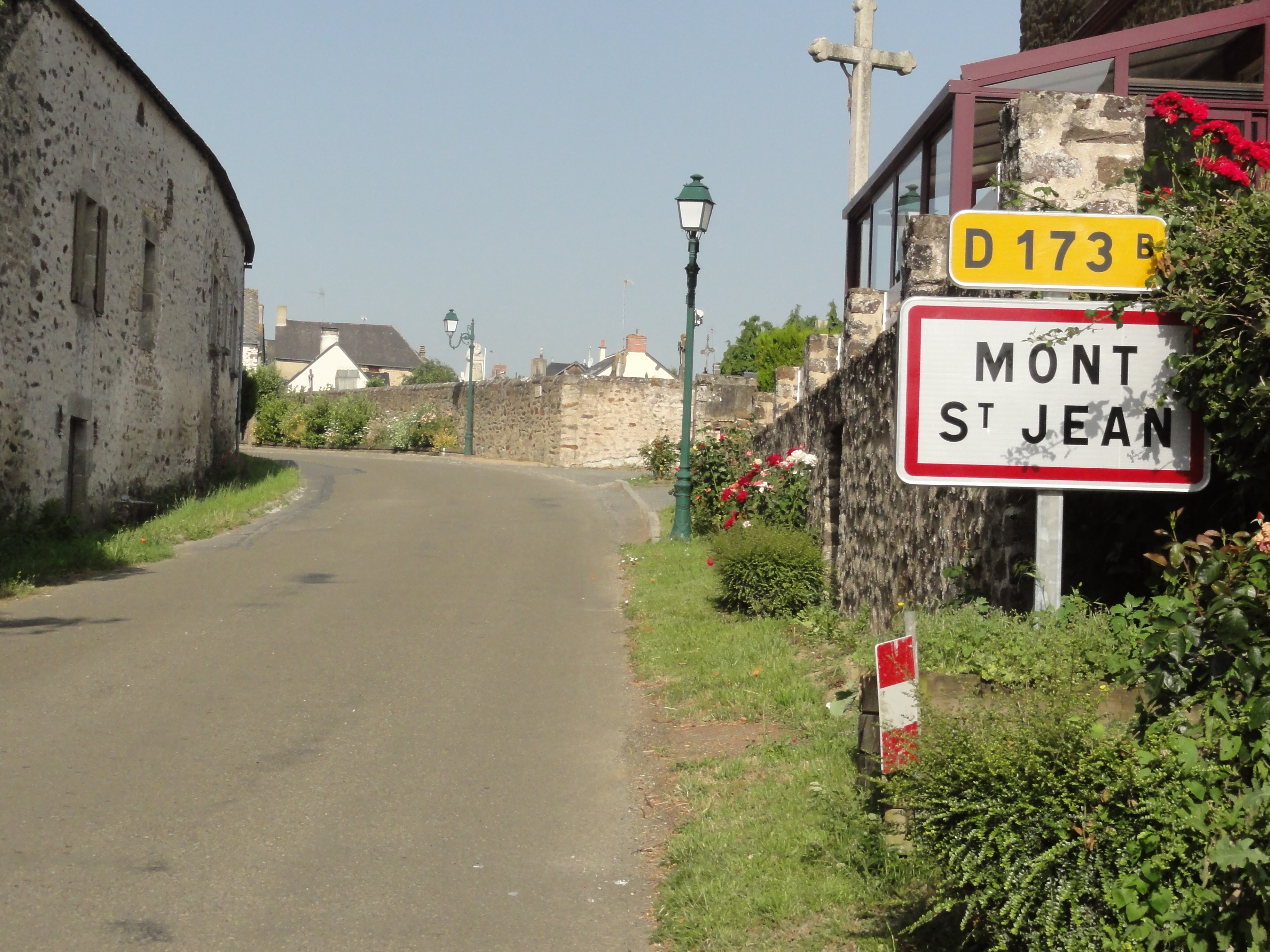
Entrée du bourg.
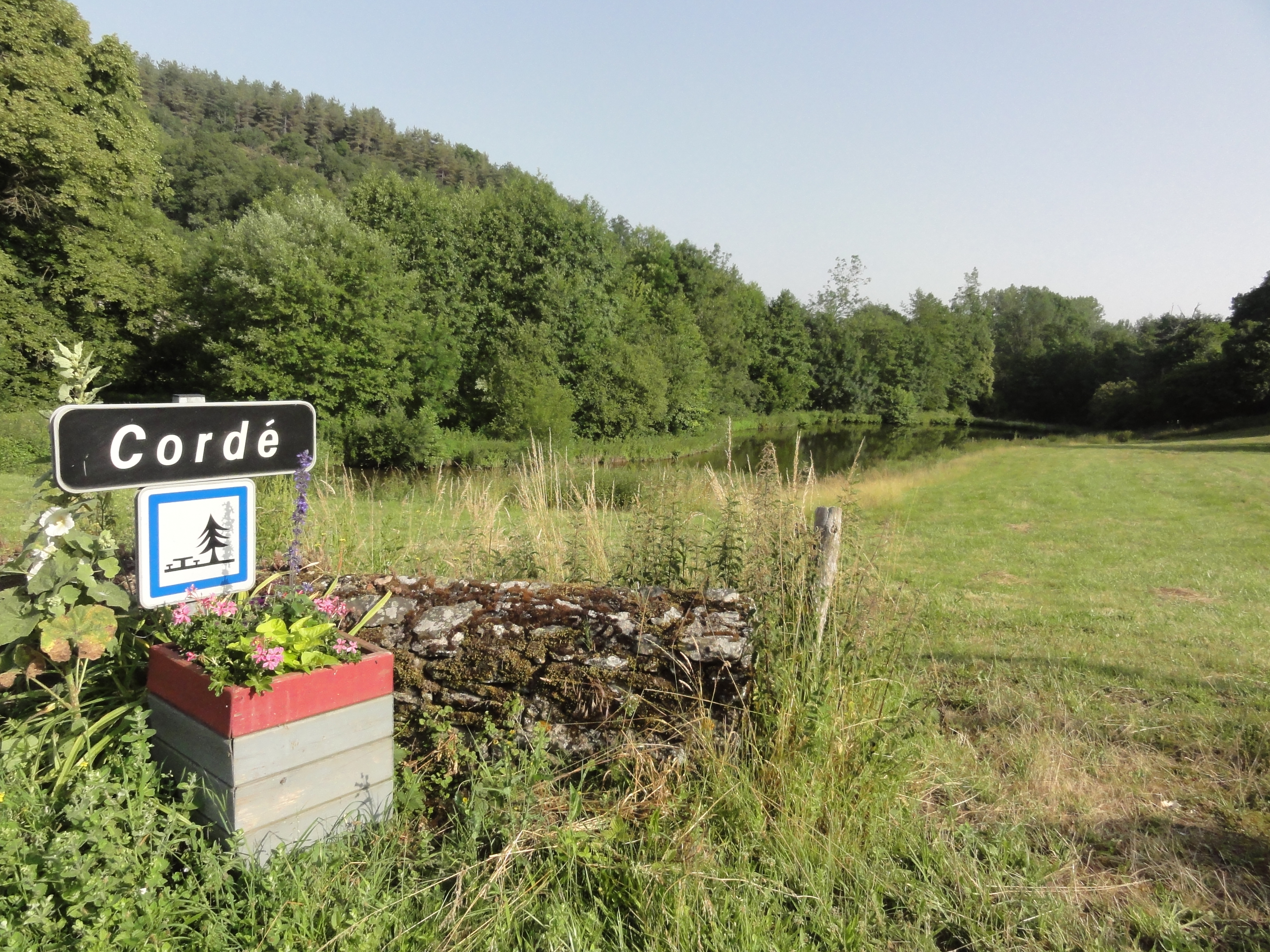
Entrée du hameau de Cordé.

### Climat
Pour des articles plus généraux, voir Climat des Pays de la Loire et Climat de la Sarthe.
En 2010, le climat de la commune est de type climat océanique altéré, selon une étude du CNRS s'appuyant sur une série de données couvrant la période 1971-2000. En 2020, Météo-France publie une typologie des climats de la France métropolitaine dans laquelle la commune est dans une zone de transition entre le climat océanique et le climat océanique altéré et est dans la région climatique  Moyenne vallée de la Loire, caractérisée par une bonne insolation (1 850 h/an) et un été peu pluvieux. 
Pour la période 1971-2000, la température annuelle moyenne est de 10,7 °C, avec une amplitude thermique annuelle de 14,2 °C. Le cumul annuel moyen de précipitations est de 795 mm, avec 12,7 jours de précipitations en janvier et 7,4 jours en juillet. Pour la période 1991-2020, la température moyenne annuelle observée sur la station météorologique de Météo-France la plus proche, « Saint Germain_sapc », sur la commune de Fresnay-sur-Sarthe à 10 km à vol d'oiseau, est de 11,9 °C et le cumul annuel moyen de précipitations est de 695,6 mm,. Pour l'avenir, les paramètres climatiques de la commune estimés pour 2050 selon différents scénarios d'émission de gaz à effet de serre sont consultables sur un site dédié publié par Météo-France en novembre 2022.

## Urbanisme

### Typologie
Au 1er janvier 2024, Mont-Saint-Jean est catégorisée commune rurale à habitat très dispersé, selon la nouvelle grille communale de densité à sept niveaux définie par l'Insee en 2022.
Elle est située hors unité urbaine et hors attraction des villes,.

### Occupation des sols
L'occupation des sols de la commune, telle qu'elle ressort de la base de données européenne d’occupation biophysique des sols Corine Land Cover (CLC), est marquée par l'importance des territoires agricoles (68,8 % en 2018), une proportion sensiblement équivalente à celle de 1990 (68,9 %). La répartition détaillée en 2018 est la suivante : 
terres arables (33 %), forêts (30,5 %), prairies (29,7 %), zones agricoles hétérogènes (6,1 %), zones urbanisées (0,7 %). L'évolution de l’occupation des sols de la commune et de ses infrastructures peut être observée sur les différentes représentations cartographiques du territoire : la carte de Cassini (XVIIIe siècle), la carte d'état-major (1820-1866) et les cartes ou photos aériennes de l'IGN pour la période actuelle (1950 à aujourd'hui).

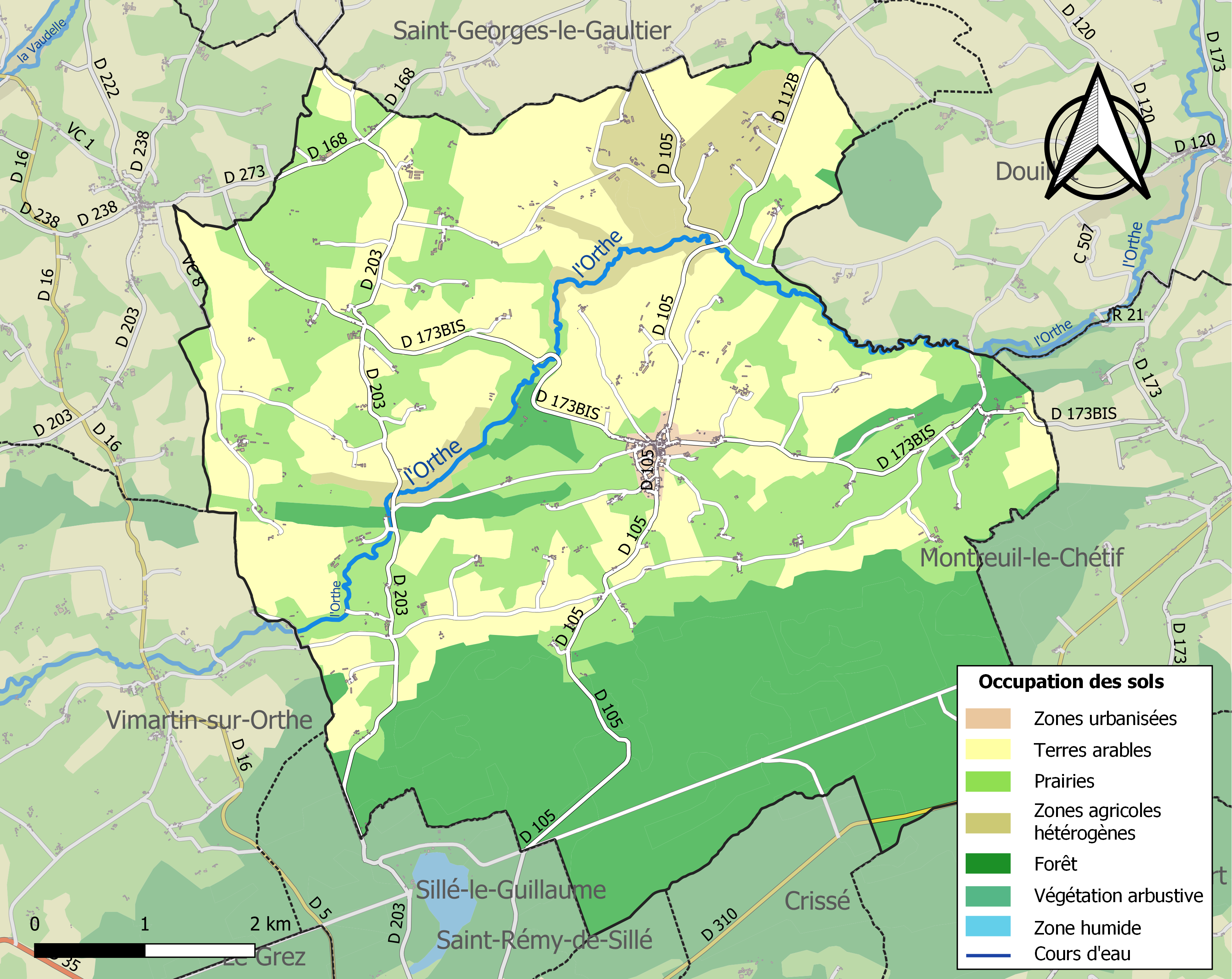
Carte des infrastructures et de l'occupation des sols de la commune en 2018 (CLC).

## Toponymie
En 1097, son toponyme s’écrivait ecclesia de Monte Sancti Johannis qui signifie « l’église du Mont Saint-Jean »[réf. nécessaire], sans préciser de quel Jean il s’agit. Quant au terme « Mont », il est issu du latin mons qui de réfère à une hauteur. 
Le gentilé est Mont-Saint-Jeannais.

## Hameaux, lieux-dits et écarts
- La Boëlle
- Les Brosses
- Le Champ Bisseau
- Cordé
- La Corvaserie
- Courtarvel
- La Courvaulerie
- La Ferrière
- La grande Villaine
- Hautary
- La Lucazerie
- Le Pont Landrie
- Quincampoix
- La Roullée
- La Selle

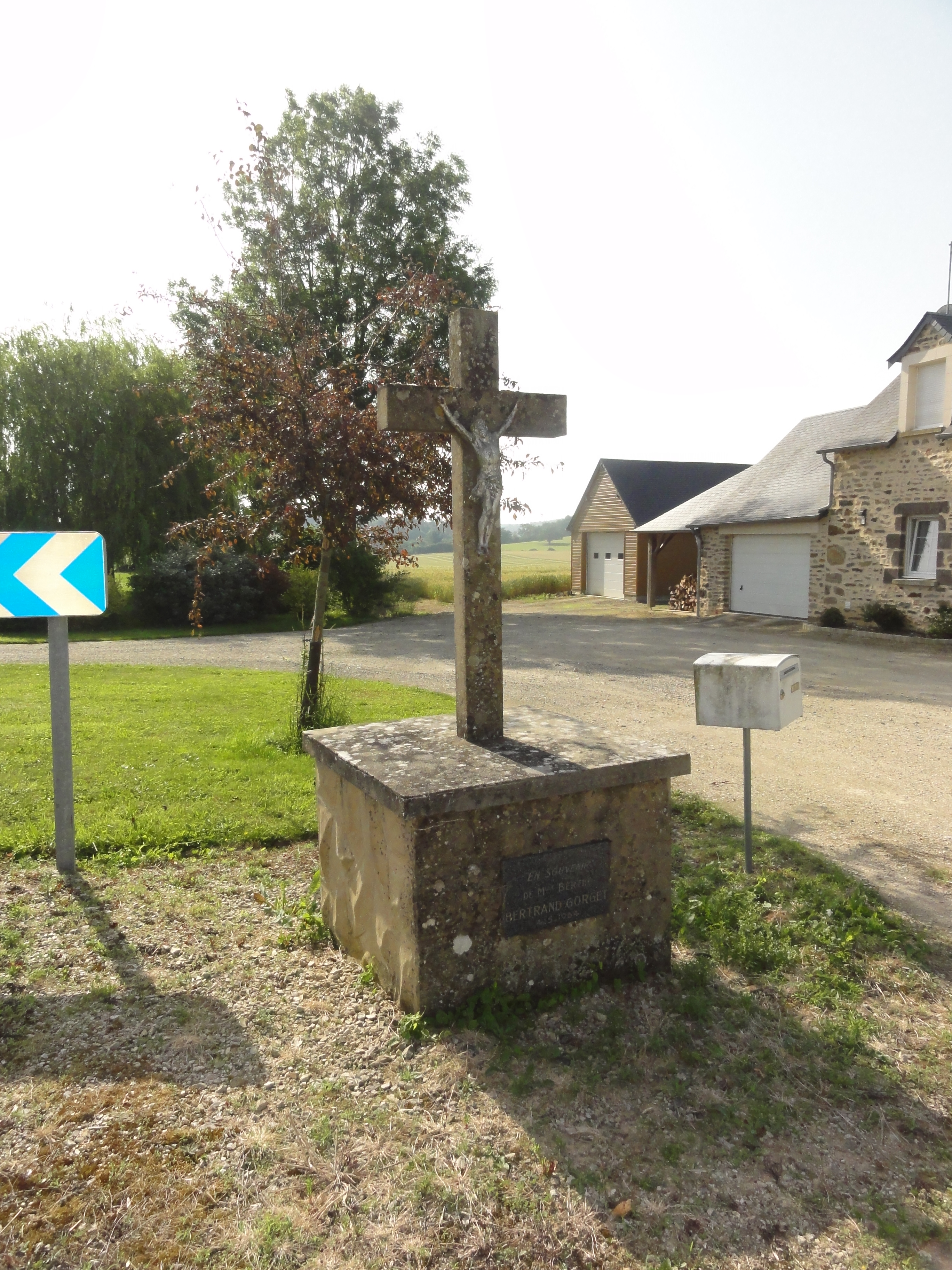
Croix à la Boëlle.
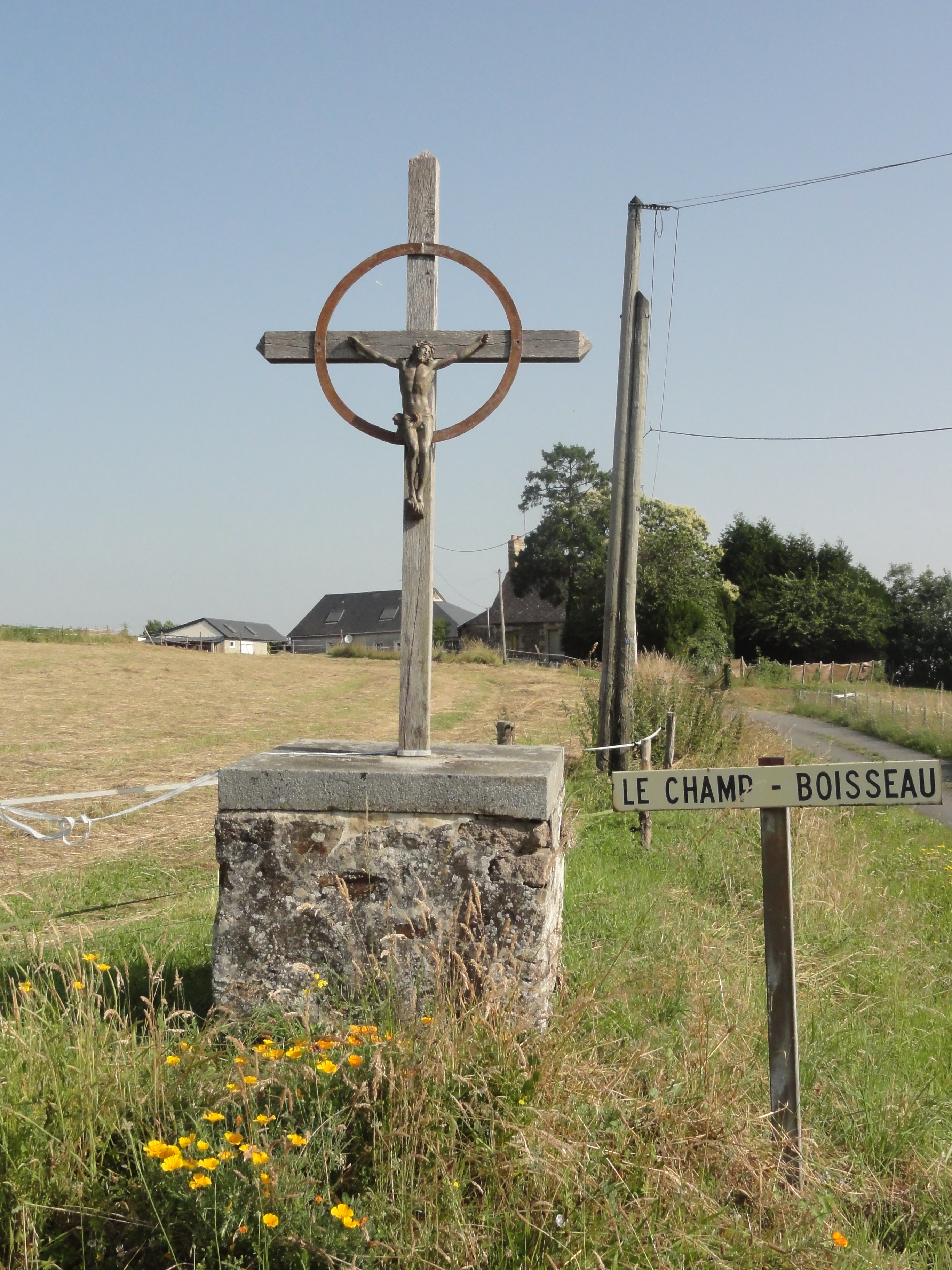
Croix au Champ Bisseau.
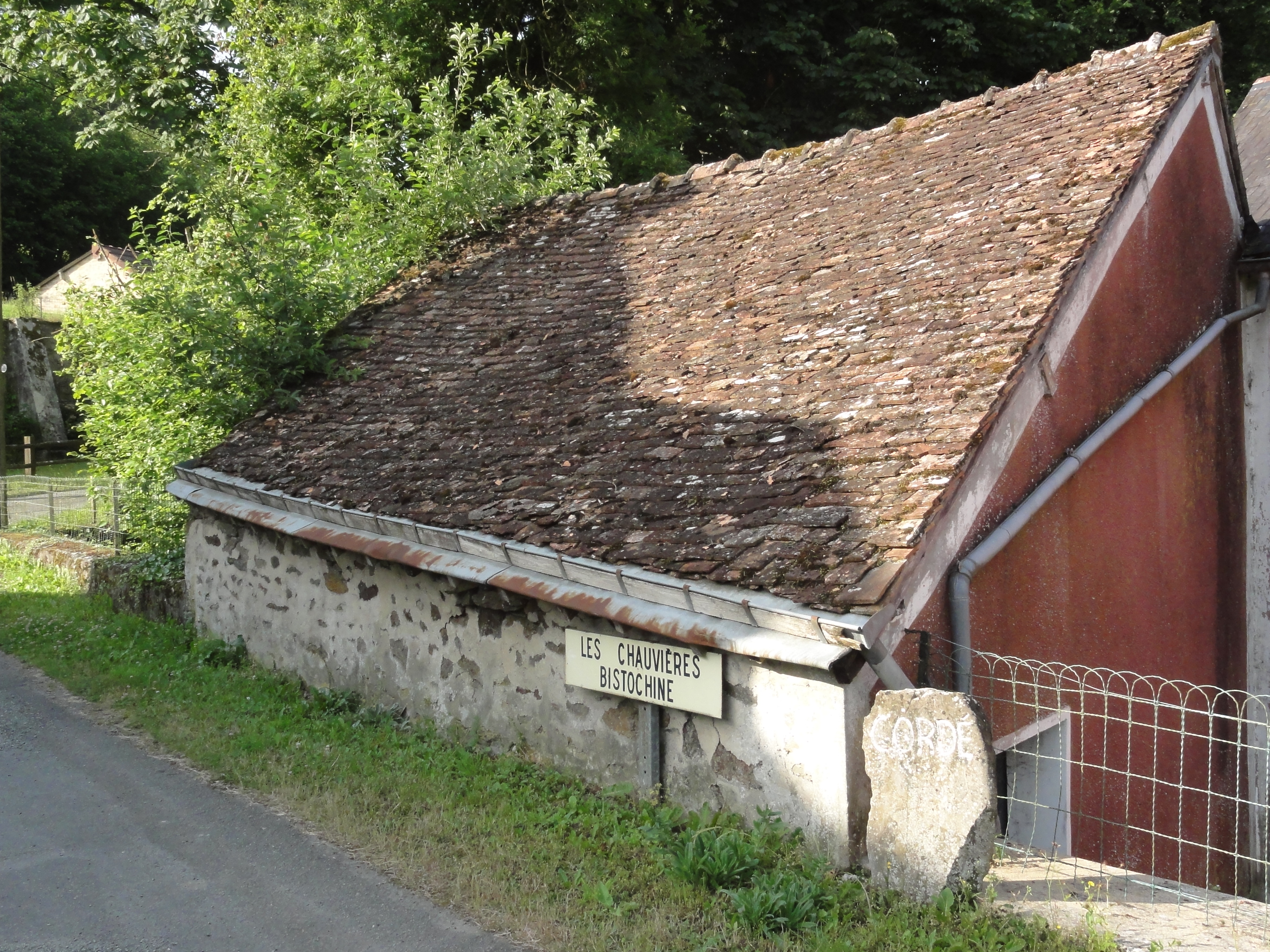
Grange de maison à Cordé.
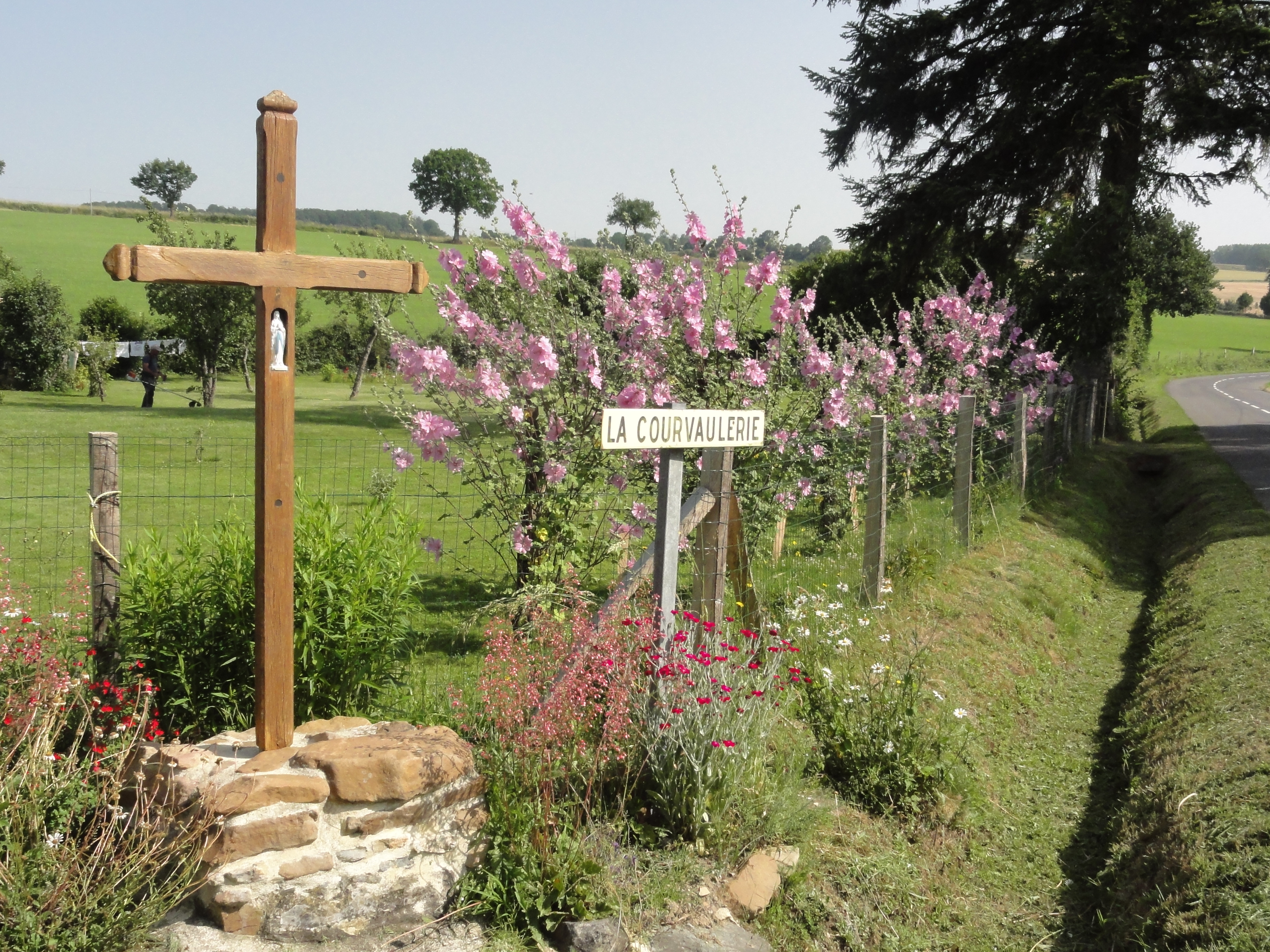
Croix à la Courvaulerie.
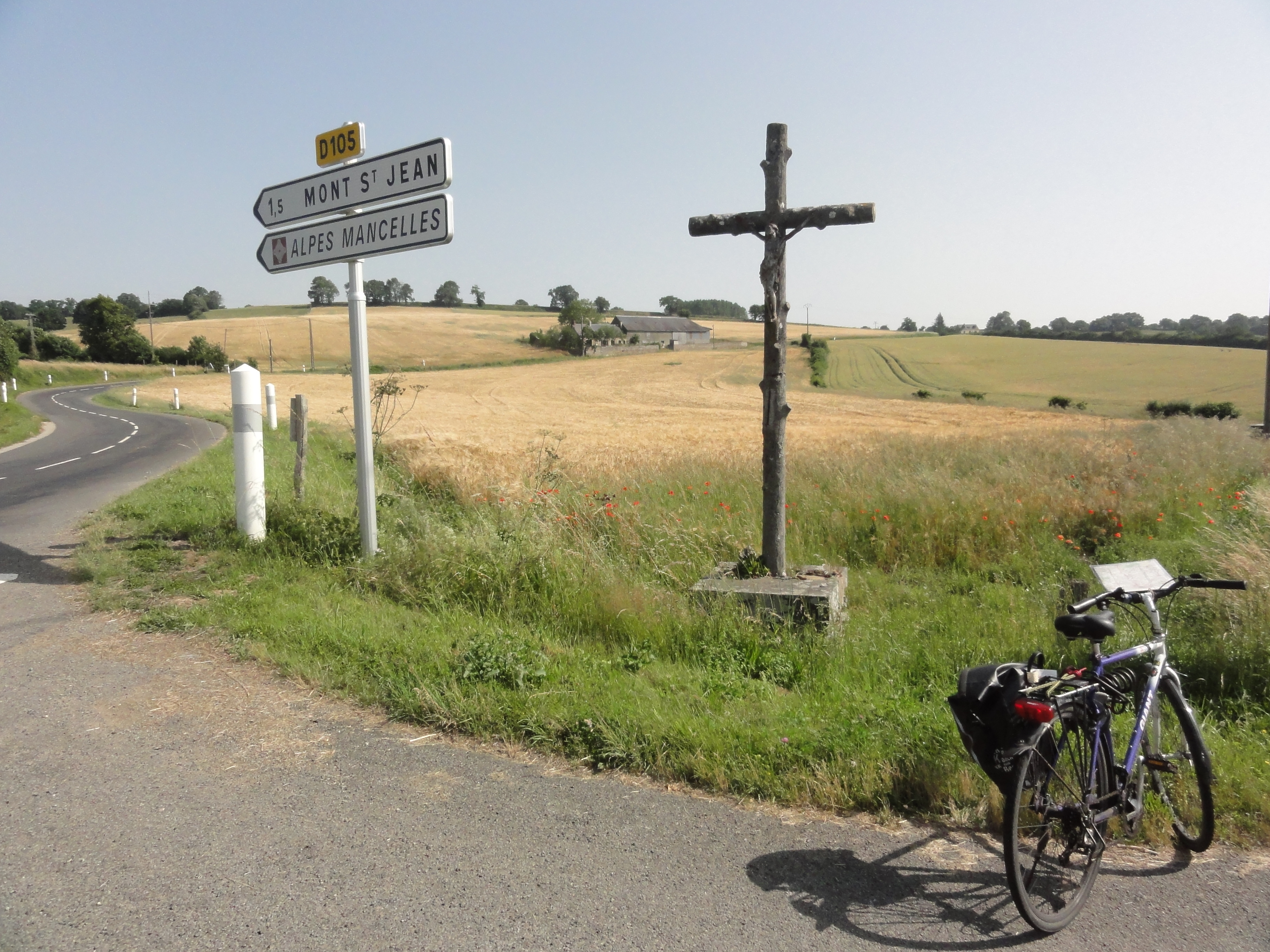
Croix à Quincampoix.

## Histoire
Au cours du Haut-Empire gallo-romain, d'importantes structures domestiques associées à des annexes dévolues à la production ont été mises en place sur le territoire Mont-Saint-Jeannais,. Ces bâtiments antiques sont localisés au lieu-dit « La Roullée » (arpents cadastraux no 1033, 1034, 10135 et 1039), un hameau distant de 3 kilomètres « à vol d'oiseau » de l'actuel cœur de ville de Mont-Saint-Jean et situé  sur les marges orientales de la commune. Ils composent une vaste villa dont le plan au sol observe un tracé rectangulaire,. Les fouilles préventives entreprises entre 2008 et 2012 par le Service Régional d'Archéologie des Pays de la Loire et le CAPRA, ont permis de dégager et de restituer la quasi-totalité des vestiges de cet établissement rural gallo-romain,. Ces investigations archéologiques ont mis en évidence que cette villa a été liée à une activité agricole d'importance, mais également à une production sidérurgique dont l'atelier principal se trouve placé à 150 mètres de la villa, au lieu-dit de « La Selle »,. Hormis les ruines maçonnées des bâtiments, le site de « La Roullée » a livré des sépultures ; des fosses ; des structures de cuisson ;ainsi que de nombreux objets, tels que des tessons de céramiques, des fragments de mosaïque, des tesselles, ou encore des artéfacts métallifères sous forme de scories ; mais également des restes osseux, certains d'origine humaine et d'autres de nature faunique,.
Au Moyen Âge, un prieuré, installé sur l'emplacement de la place sud de l'église, dépend de l'abbaye Saint-Nicolas d'Angers. Le premier sanctuaire paroissial est construit par les moines vers le XIe siècle.
Du XVIe siècle à 1914, une forge emploie jusqu'à 400 personnes. En effet, avant de se concentrer dans le Nord-Est de la France, l'industrie métallurgique était dispersée sur l'ensemble du territoire, à proximité de l'eau, des forêts, et des gisements ferreux en surface. Mont-Saint-Jean en est un exemple.
Depuis la fin de la Première Guerre mondiale, l'activité dominante demeure l'agriculture.

## Politique et administration
| Période                                  | Période      | Identité            | Étiquette | Qualité      |
| ---------------------------------------- | ------------ | ------------------- | --------- | ------------ |
| avant 1988                               | 1995         | Olivier Grunberg    |           |              |
| 1995                                     | janvier 2004 | Louis Lefèvre       |           |              |
| janvier 2004                             | mars 2014    | Jean-Claude Garnier | SE        | Retraité     |
| mars 2014                                | En cours     | Daniel Lefèvre      | SE        | Agriculteur. |
| Les données manquantes sont à compléter. |              |                     |           |              |

## Démographie
L'évolution du nombre d'habitants est connue à travers les recensements de la population effectués dans la commune depuis 1793. Pour les communes de moins de 10 000 habitants, une enquête de recensement portant sur toute la population est réalisée tous les cinq ans, les populations de référence des années intermédiaires étant quant à elles estimées par interpolation ou extrapolation. Pour la commune, le premier recensement exhaustif entrant dans le cadre du nouveau dispositif a été réalisé en 2006.
En 2022, la commune comptait 633 habitants, en évolution de −1,56 % par rapport à 2016 (Sarthe : −0,25 %, France hors Mayotte : +2,11 %).
| 1793  | 1800  | 1806  | 1821  | 1831  | 1836  | 1841  | 1846  | 1851  |
| ----- | ----- | ----- | ----- | ----- | ----- | ----- | ----- | ----- |
| 2 112 | 1 555 | 1 910 | 2 161 | 2 448 | 2 502 | 2 530 | 2 438 | 2 409 |

| 1856  | 1861  | 1866  | 1872  | 1876  | 1881  | 1886  | 1891  | 1896  |
| ----- | ----- | ----- | ----- | ----- | ----- | ----- | ----- | ----- |
| 2 302 | 2 318 | 2 210 | 2 143 | 2 119 | 2 006 | 1 937 | 1 910 | 1 691 |

| 1901  | 1906  | 1911  | 1921  | 1926  | 1931  | 1936  | 1946  | 1954  |
| ----- | ----- | ----- | ----- | ----- | ----- | ----- | ----- | ----- |
| 1 656 | 1 567 | 1 560 | 1 413 | 1 331 | 1 222 | 1 186 | 1 139 | 1 078 |

| 1962  | 1968 | 1975 | 1982 | 1990 | 1999 | 2006 | 2011 | 2016 |
| ----- | ---- | ---- | ---- | ---- | ---- | ---- | ---- | ---- |
| 1 044 | 925  | 792  | 670  | 638  | 604  | 648  | 680  | 643  |

| 2021 | 2022 | - | - | - | - | - | - | - |
| ---- | ---- | - | - | - | - | - | - | - |
| 635  | 633  | - | - | - | - | - | - | - |

## Culture locale et patrimoine

### Lieux et monuments
- Église Saint-Jean-Baptiste d'origine romane des XIVe, XVe et XVIe siècles. Détruite partiellement par un incendie en 1864, elle est reconstruite en 1873.
- Monument aux morts et carré militaire au cimetière.
- Château La Lucazière.
- Haut-fourneau de Cordé du XIXe siècle.
- Lavoir de fin XVIIIe siècle en bois de chêne.
- Oratoire Saint-Jacques du début XIXe siècle.
- La forêt domaniale de Sillé, qui est partiellement située dans la commune de Mont-Saint-Jean.
- L'étang de pêche de Mont-Saint-Jean au forêt domaniale de Sillé.

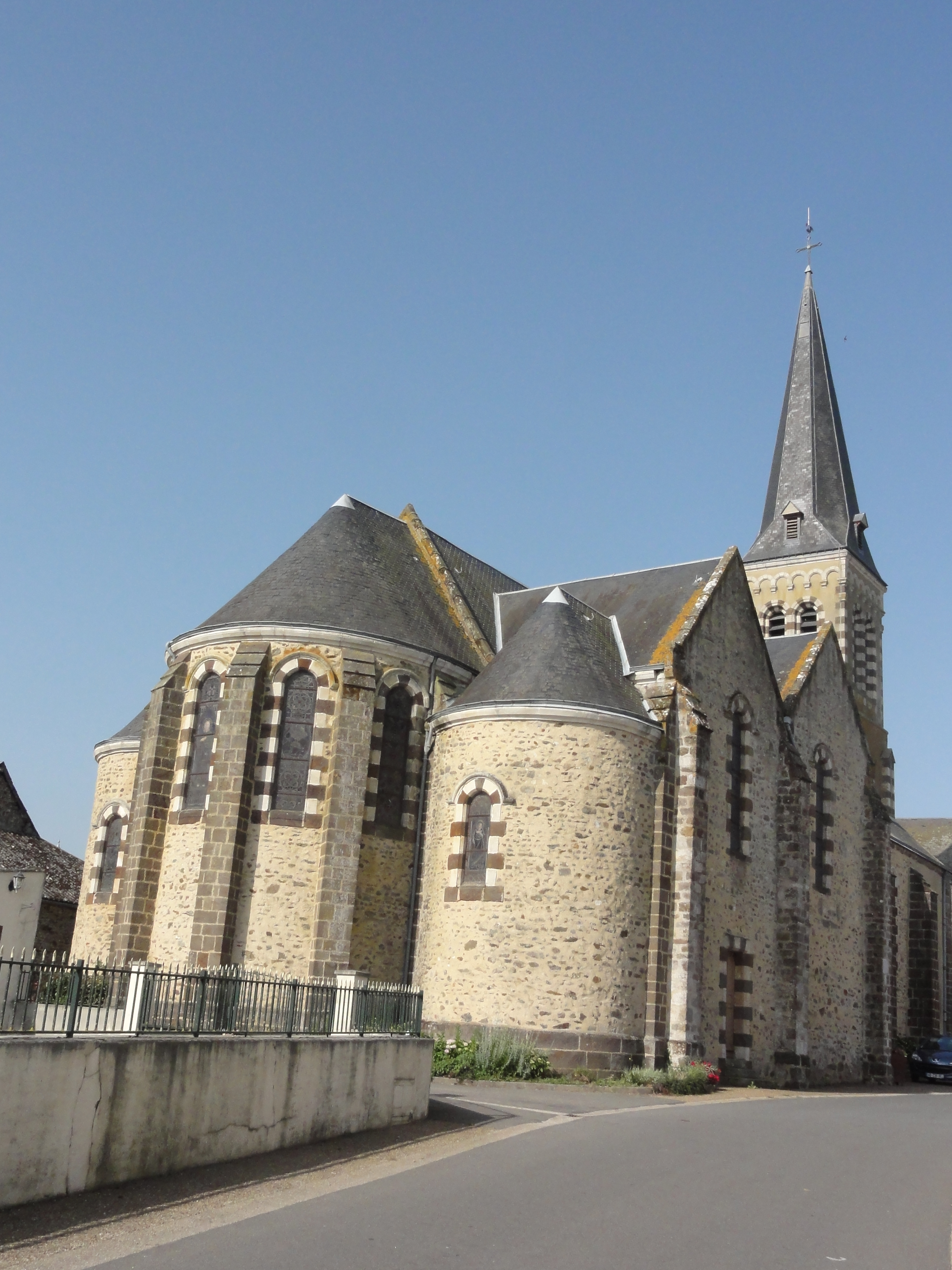
Église Saint-Jean-Baptiste.
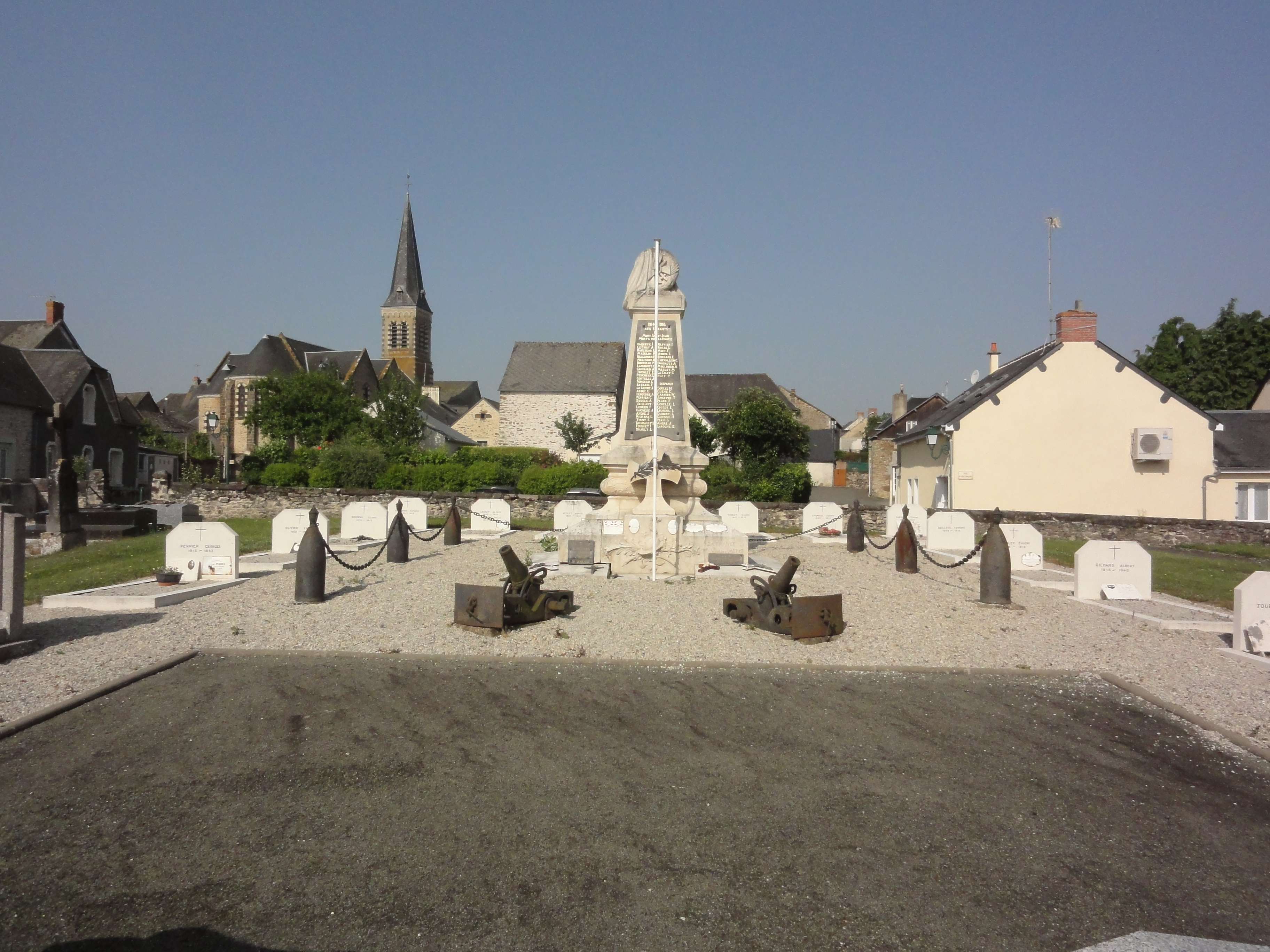
Monument aux morts et carré militaire.
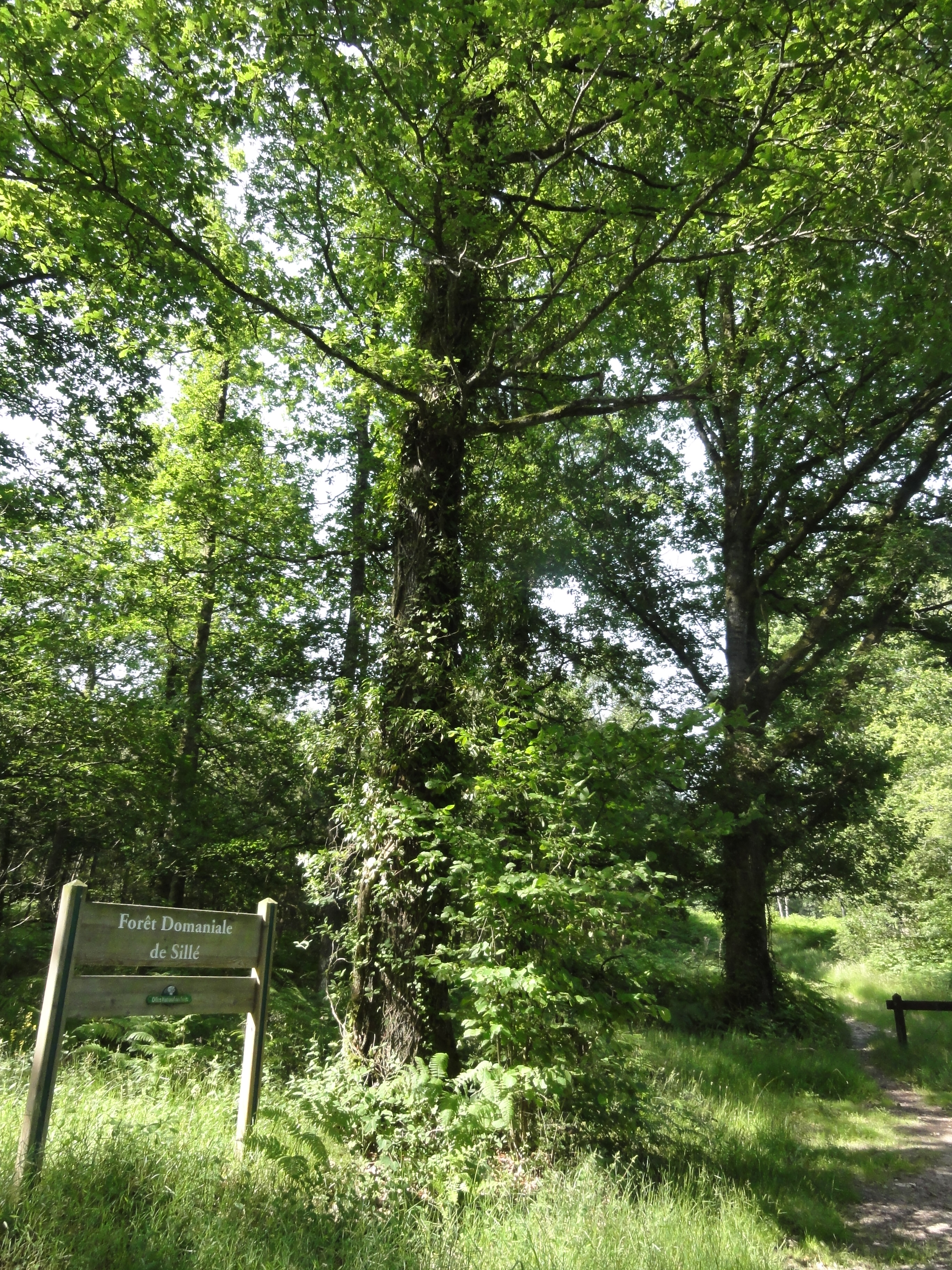
La forêt domaniale de Sillé.
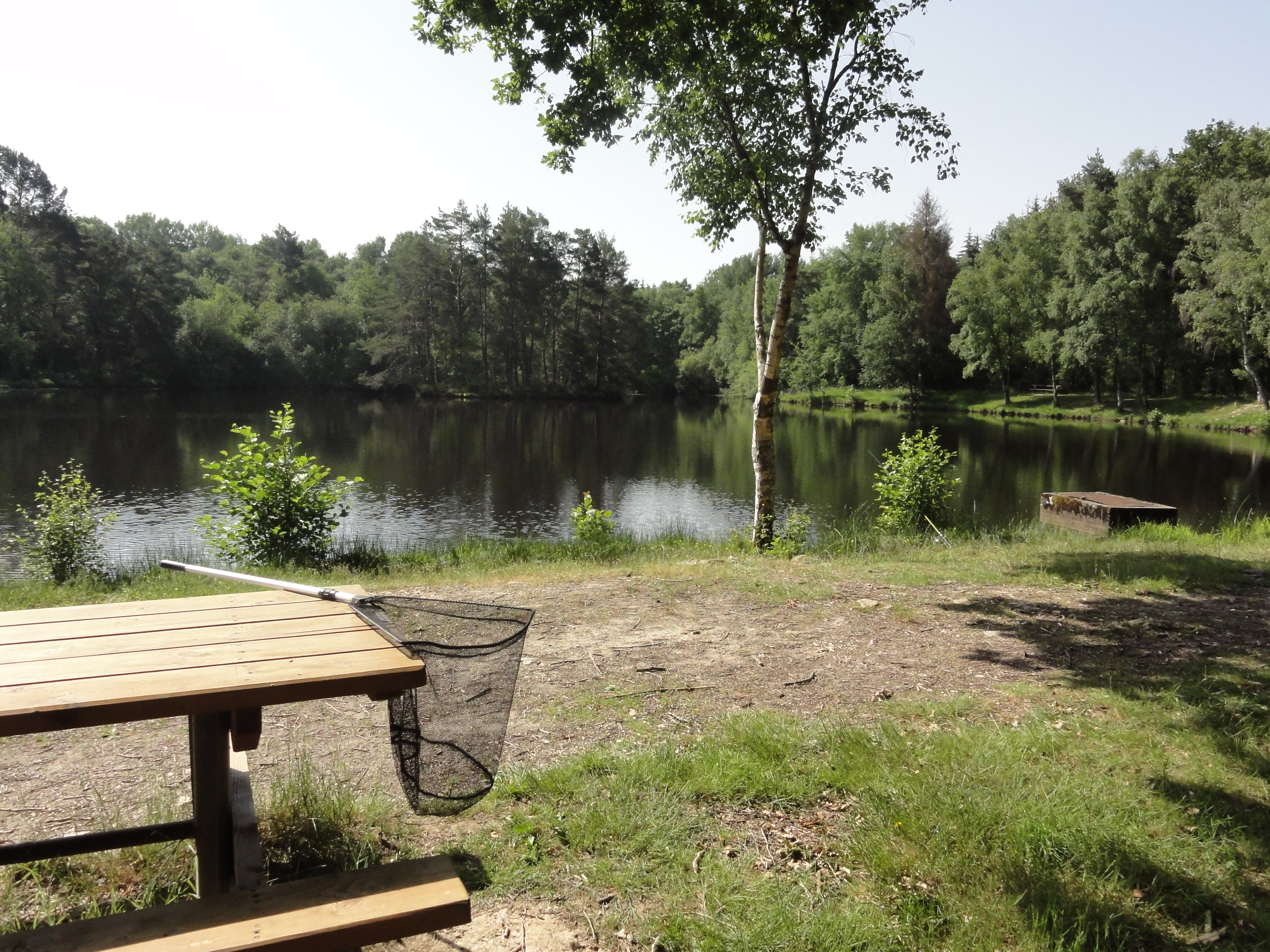
L'étang de pêche.

### Personnalités liées à la commune
- Henri-Évrard de Dreux-Brézé (1762-1829) : il occupe les fonctions de grand maître des cérémonies de France sous les règnes de Louis XVI, Louis XVIII et Charles X. C'est lui qui organise les états généraux en 1789. Son cœur est conservé dans l'église de Mont-Saint-Jean.

### Héraldique
| Armes de Mont-Saint-Jean | Les armoiries de Mont-Saint-Jean se blasonnent ainsi : Écartelé: aux 1er et 4e d'azur au chevron d'or accompagné en chef de deux roses d'argent et en pointe d'un soleil d'or, aux 2e et 3e d'azur au sautoir d'or cantonné de seize losanges d'argent ordonnées quatre en croix et douze en orle. |